# گربه جاسوس
گربهٔ جاسوس با نام اصلی آن گربهٔ لعنتی (به انگلیسی: That Darn Cat!) فیلمی سینمایی محصول والت دیزنی در سال ۱۹۶۵ است. فیلم در ژانر کمدی مهیج دسته‌بندی می‌شود. هِی‌لِی میلز و دین جونز در آن به ایفای نقش پرداخته‌اند. فیلم اقتباسی است از کتابی به نام گربهٔ جاسوس (به انگلیسی: Undercover Cat) اثر گوردون گوردون و میلدرد گوردون (زن و شوهر). رابرت استیونسون کارگردانی فیلم را بر عهده داشته است. سرقت از بانک، آدم‌ربایی و یک گربهٔ بدجنس از جمله مهم‌ترین مضامین فیلم‌اند.